# Государственные органы управления Великого княжества Литовского

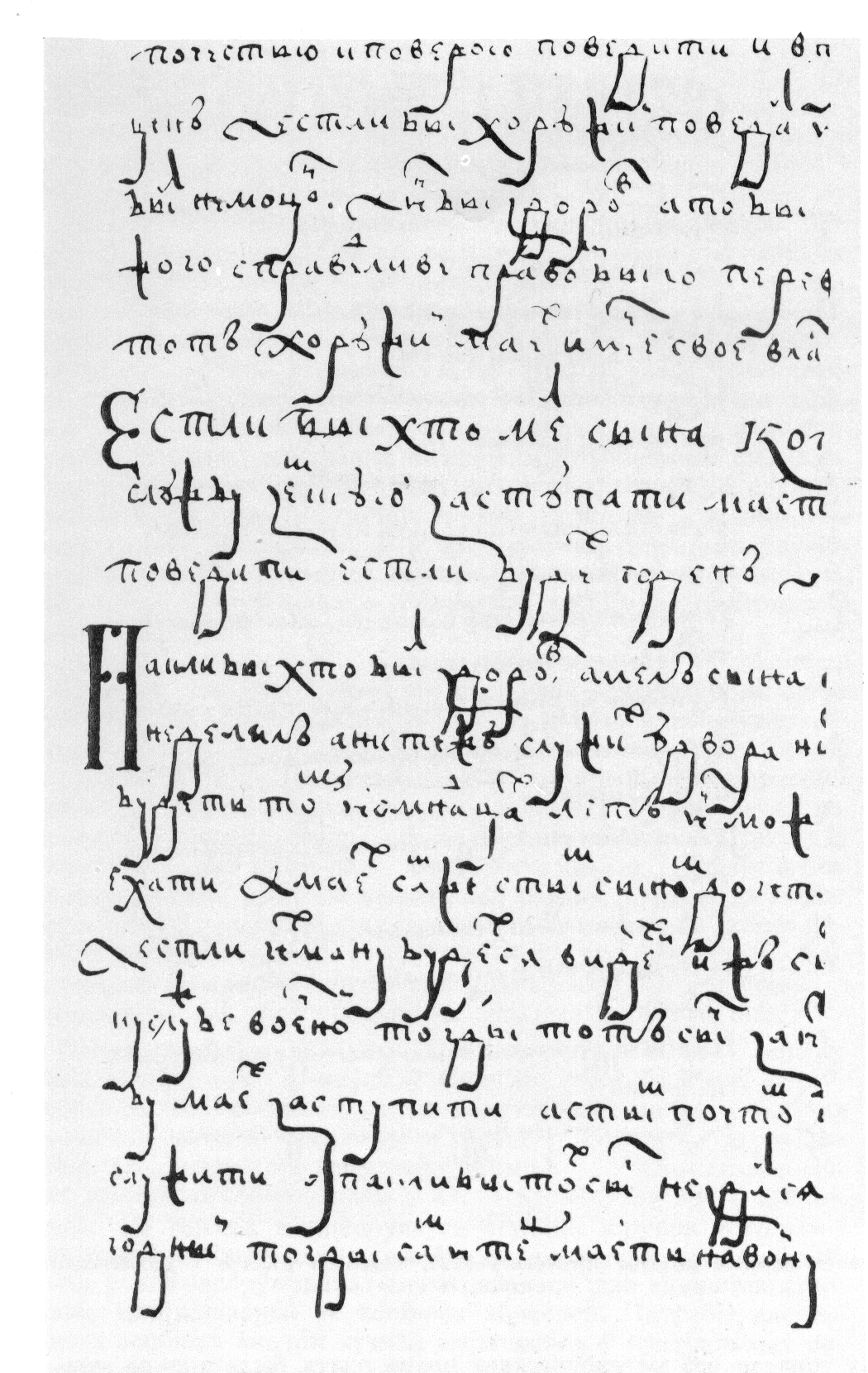
Страница Статута Великого княжества Литовского 1529 года

Государственные органы управления Великого княжества Литовского

## Великий князь и Рада
Великое княжество Литовское сохраняло в основном в своём государственном устройстве черты социально-политической системы, существовавшей в княжествах Древней Руси ― Полоцком, Минском, Туровском и других.
Вся власть и государственное управление в княжестве принадлежали великому князю литовскому (господарю), иногда бывшему и королём польским. Ему были подчинены князья и крупные феодалы-паны, управлявшие отдельными княжествами и землями. Великий князь имел широкие полномочия: право вести международные дела, вступать в союзы, объявлять войну и мир, руководить военными силами. Ему принадлежало право законодательной инициативы, за его подписью издавались все важные законодательные акты.
Важную роль в государственном управлении в XV — первой половине XVI века играла Рада, куда входили наиболее богатые паны, занимавшие высшие государственно-административные должности (маршалки, канцлеры, гетманы, подскарбии, наместники, воеводы, старосты, каштеляны) и католические епископы. Рада, созданная как совещательный орган при великом князе, с конца XV века начала ограничивать великокняжескую власть.
Исполнительные и контрольные функции Рада осуществляла либо в полном составе, заслушивая доклады отдельных служебных лиц, либо поручая членам Рады (панам радным) проводить отдельные мероприятия, проверки и ревизии. Основную текущую работу по управлению государственными делами от имени Рады исполняли «старейшие паны-рада», к которым относились: епископ, воевода и каштелян виленские, воевода и каштелян трокские, староста жемайтский и некоторые должностные лица высшего управления. Например, при выдаче подтверждающей грамоты жителям города Берестье на магдебургское право в 1511 года в Раде присутствовали епископ виленский князь Войтех Радзивилл, воевода виленский и канцлер Николай Радзивилл, воевода трокский и маршалок дворный Григорий Остикович, каштелян трокский и староста жемайтский Станислав Кезгайло, воевода полоцкий Станислав Глебович, староста городенский Станислав Петрович, воевода витебский, маршалок и секретарь Иван Сапега, маршалок и староста берестейский и лидский Юрий Ильинич, маршалок и наместник мельницкий пан Иван Грималич и другие лица.

## Вальный сейм
В связи с усилением влияния знати в XV веке возник вальный (всеобщий) сейм, который приобрёл в XVI веке значение высшего законодательного и контрольного органа. На его заседания приглашались все паны, входящие в состав Рады, должностные лица центрального и частично местного управления, верхи католического и православного духовенства, а также по два депутата от шляхты каждого повета.
На вальных сеймах обсуждались общегосударственные вопросы: законодательство, избрание великого князя, привилегии шляхты, государственные налоги, отношения с другими государствами. Вся работа сейма загодя планировалась панами-радой. Представители поветов подавали просьбы и жалобы, ответы на которые давал великий князь, посоветовавшись с панами-радой. Обязательно на сейме обсуждалось избрание великого князя, объявление войны, установление податей на ведение войны. На сейме принимались и законодательные акты. В XV — первой половине XVI веков сейм заседал в Вильне, Берестье, Новогродке, Городне и Минске.
Отдельные функции центрального управления осуществляли маршалок земский, подскарбий земский, канцлер, гетман великий и другие должностные лица. Маршалок земский председательствовал на заседаниях сейма и Рады, объявлял постановления великого князя, надзирал за порядком при дворе, руководил приёмом послов, допускал к князю просителей. Гетман командовал вооруженными силами государства, во время военных действий имел самые широкие полномочия. Канцлер руководил работой великокняжеской канцелярии, под его надзором осуществлялась подготовка законопроектов, привилеев, грамот и других документов. Он был хранителем государственного архива ― Литовской метрики. У канцлера хранилась большая государственная печать, без которой ни один закон не мог вступить в силу. Подскарбий земский был доглядчиком государственной казны и руководителем финансово-хозяйственной деятельности в государстве, осуществлял надзор за всеми государственными доходами и расходами.

## Государственное управление воеводствами и староствами

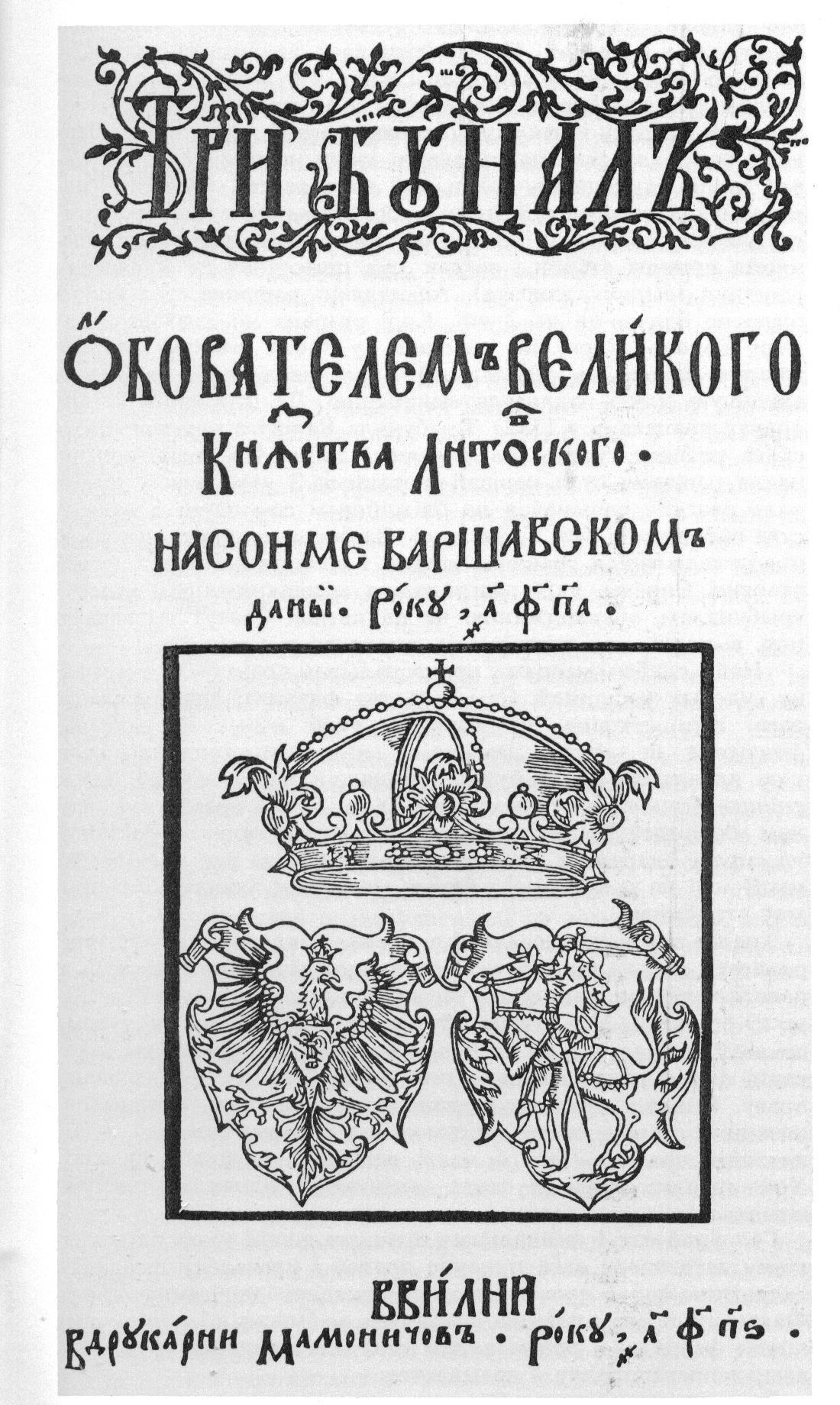
Титульный лист «Трибунала Великого княжества Литовского». Вильна, 1586

В 1413 году центральная часть Великого княжества Литовского была разделена на два воеводства — Виленское и Трокское. Государственное правовое положение земель в составе Великого княжества Литовского было неодинаковым. Понеманье, Берестейская и Минская земли, Полесье, часть Белорусского Поднепровья в военно-политическом и судебно-административном отношениях подчинялись трокскому и виленскому князьям, с 1413 — воеводам. Сохранили автономию Полоцкая и Витебская земли и отдельные княжества — Кобринское, Клецкое, Слуцкое и другие, но их политическая роль в государстве была незначительной. Великие князья гарантировали неделимость и автономию Витебской и Полоцкой землям, неприкосновенность владений и прав местных панов и мещан этих земель (Витебские привилеи, Полоцкие привилеи).
В 1564—1566 годах было введено новое административно-территориальное деление, вся территория разделена на воеводства: Берестейское, Брацлавское, Виленское, Витебское, Волынское, Киевское, Минское, Мстиславское, Новогрудское, Подляшское, Полоцкое и Трокское, статус, равный воеводскому, имело Жемайтское староство.
Особое управление было в городах, получивших магдебургское право. На местах управляли наместники, воеводы, старосты, имевшие широкие права и полномочия. Низшее звено в системе управления — державцы, волостные старцы и подчинённые панам выборные от крестьян — сотские и десятские.
Главным должностным лицом в системе местных органов был воевода, возглавлявший административные, хозяйственные, военные и судебные органы на территории воеводства. Воевода назначался великим князем и Радой пожизненно. При его назначении великому князю и Раде необходимо было заручиться поддержкой местной шляхты принять кандидата в воеводы. Однако и после назначения шляхта могла потребовать его снятия. Должность воеводы соединяла как функции руководителя местного органа, зависимого от центрального управления, так и независимого главы местного самоуправления. Основные обязанности воеводы заключались в поддержании порядка, осуществлении общего руководства получения государственных и великокняжеских доходов, организации обороны, исполнения правосудия.
Ближайшим помощниками воеводы были: каштелян ― командовал военными силами главного замка воеводства и военным ополчением, как и воевода, входил в состав рады и участвовал в сеймах; подвоевода ― наместник воеводы по административно-судебным делам, руководил работой воеводской канцелярии, в отсутствие воеводы председательствовал в замковом (гродском) суде, заверял разного рода документы; ключник ― надзирал за сбором податей и чинша; городничий ― комендант замка, заботился о ремонте и укреплении замка, а в отсутствие воеводы и каштеляна возглавлял замковый гарнизон; лесничий и ловчий ― надзирали за лесными угодьями и охотой; стайник ― заведовал государственной стайней в воеводстве.

## Поветовые органы управления
Главой в повете являлся староста. Он назначался великим князем и Радой. Правовое положение старосты зависело от повета, который он возглавлял, и от того, кто эту должность занимал, от его родственных связей и происхождения. Староста, как и воевода, обязан был следить за порядком, надзирать за хозяйством государственных имений и за поступлением доходов, заботиться о боеготовности замков, собирать ополчение в случае опасности, рассматривать уголовные дела, следить за исправлением судопроизводства.
В повете также были должности ключника, стайника, городничего, лесничего, тиуна, хорунжего (поветового знаменосца, собиравшего всех военнообязанных людей повета в случае военной угрозы). Помощником старосты по военным делам был поветовый маршалок, командовавший поветовым ополчением шляхты. Административно-судебные функции в повете мог выполнять помощник старосты ― подстароста.
Сословно-представительными органами в повете были сеймики, законодательно введённые Статутом 1566 года. На них могли по желанию присутствовать все шляхтичи повета. Здесь обсуждались как местные, так и общегосударственные дела. Поветовые сеймики собирались ежегодно и даже несколько раз в год. Председательствовал или наибольший по должности пан или поветовый маршалок. На сеймиках выбирались депутаты на вальный сейм, вырабатывались для них инструкции и просьбы к власти, выбирались кандидаты в земские и подкоморские суды, обозначались размеры податей на нужды повета, заслушивалась информация о сеймах. Общий для нескольких воеводств сейм назывался генеральным.
Нижним звеном в системе местного управления были руководители государственных и великокняжеских имений, дворов и замков ― державцы (ранее называвшиеся тиунами). В XVI веке довольно часто государственные владения отдавались в аренду (держание) крупным феодалам, которые назначали своих наместников. Державцы, как воеводы и старосты, отвечали за свои действия непосредственно перед властью. Старосты и державцы назначали сотских, сельских войтов, сорочников, десятских, которые следили за порядком в деревнях и местечках. В местах, где жили государственные крестьяне и не было замков или государственных владений, существовали крестьянские сходы и выбранные ими старцы. На сходах решали местные проблемы, определяли размер повинностей. Старцы следили за выполнением общественных работ, собирали и отвозили подать, организовывали оборону от разбойничьих наскоков.

## Городское управление
Правовое положение городских органов управления определялось привилеями, данными Бресту в 1390 и 1511 годах, Городне в 1391 году, Полоцку в 1498 году, Минску в 1499 году, Новогродку в 1511 году, Слониму в 1531 году, Могилёву в 1577 году, Пинску в 1581 году. Подобные грамоты имели и другие города. В соответствии с этими грамотами во главе городского управления стояли войт, бурмистры и городская рада (совет). Войт назначался великим князем пожизненно. Порядок назначения бурмистров и членов городской рады (6-20 человек) определялся грамотами. Например, по Полоцкой грамоте 1498 войт назначал 20 радцев из полоцких мещан, которые потом вместе с войтом выбирали по 2 бурмистра на каждый год. В раду входили наиболее богатые купцы, главы ремесленных цехов.
Городской войт занимался общими вопросами, следил за порядком в городе, сбором налогов, осуществлял правосудие по наиболее тяжким преступлениям.
Бурмистры решали текущие дела, вопросы торговли, городского благоустройства и пр.
Сбор налогов, контроль за торговцами и ремесленниками лежал на сотских, десятских и «слугах местных», подчинявшимся войту и бурмистрам.
В решении общегородских проблем определённое значение имели сходы мещан ― сеймы, веча и копы. На сходах слушался отчёт бурмистров о расходовании городской казны, готовились жалобы и челобитные, выносились постановления по сбору средств на городские нужды и пр. Копные сходы мещан занимались расследованием и разбором уголовных дел. С ростом городов и развитием классовой дифференциации общие сходы мещан постепенно теряли своё значение.